# Β-Oxidationsdefekt
β-Oxidationsdefekt oder auch Fettsäureoxidationsdefekt ist ein Überbegriff für eine angeborene Stoffwechselstörung, die den Abbau von Fettsäuren – die sogenannte β-Oxidation – betrifft. β-Oxidationsdefekte folgen in den meisten Fällen einem autosomal rezessiven Vererbungsmuster und werden den Organoazidopathien zugeordnet.
Charakteristisch für β-Oxidationsdefekte ist ein ausgeprägtes Energiedefizit, welches nach längerem Fasten auftritt. Auf der Grundlage einer verminderten ATP-Produktion entfällt der glucosesparende Effekt des Fettsäureabbaus und der Blutzuckerspiegel sinkt, bei gleichzeitig stark reduzierter Ketonkörpersynthese (hypoketonische Hypoglykämie). Dieser Zustand ist besonders für das Gehirn ungünstig, da neben seiner Hauptenergiequelle Glucose auch die alternativen Ketonkörper nicht zur Verfügung stehen. Dies kann unbehandelt zu schweren Gehirnschädigungen, einem metabolischen Koma oder zum Tode führen.
Biochemisch spielen neben dem Energiedefizit auch Anhäufungen von giftigen Fettsäuremetaboliten, die im Organismus Intoxikationen hervorrufen können, eine tragende Rolle: Bei den meisten β-Oxidationsdefekten liegt ein Karnitinmangel und ein erhöhter NH3-Spiegel im Blut vor.
Betroffen sind neben dem Gehirn besonders die Skelettmuskulatur, das Herz und die Leber. Klinisch äußert sich dies in chronischer Muskelhypotonie, akuter Rhabdomyolyse bei Anstrengung, Kardiomyopathien und Hepatopathien.